# Mundurukú
Mundurukú (Munduruku, Mundurucu, Mundrucu, Moticurú).- Pleme američkih Indijanaca porodice Mundurukú, Velike porodice Tupian, nastanjeno u džunglama brazilskih država Pará i Amazonas, napose u krajevima duž rijeke Rio Tapajóz i Madeira.  Munduruki su kroz povijest priskrbili sebi ugled jednog od najopasnijih plemena Južne Amerike. U ranim kontaktima u 19. stoljeću područje što su a nastanjivali postalo je poznato kao Mundurukânia. 

## Ime
Sami sebe oni nazivaju Wuy jugu. -Naziv Munduruku dobili su od neprijateljskog rivalskog plemena Parintintin, pleme iz grupe Tupi Kawahíba, koje je obitavalo između desne obale Tapajoza i Madeire, u mogućem značenju “formigas vermelhas”, što bi rekli 'crveni mravi', vjerojatno u aluziju na masovni prodor na tuđi teritorij. 

## Populacija
Munduruku danas nastanjuju nekoliko rezervata u Amazonasu, Pari, to su: Pará: Área Indígena Cayabi, Área Indígena Mundurucu, Área Indígena Mundurucu II, Área Indígena Praia do Índio, Área Indígena Praia do Mangue, Área Indígena Sai-Cinza; Amazonas: Área Indígena Coatá-Laranjal i  Área Indígena São José do Cipó; i na Mato Grossu žive na rezervatu Reserva Indígena Apiaká-Kayabi. Na rezervatu Kayabi Indijanaca žive u selu  Teles Pires, a Mundurucu populacija u njemu je tek 244. S Plemenom Apiaká na rezervatu Apiaka žive u selu (aldeia)  Nova Munduruku sa 64 duše.  Na rezervatu Mangue (80); Praia do Índio  (81); Drugdje su brojniji, na rezervatu Coatá-Laranjal (1.719); Sai Cinza (773) i na rezervatu Munduruku (4. 887). Ovaj posljednji istoimeni rezervat je najveći i prostire se na 2.340.360 hektara.

## Etnografija
Socijalna organizacija
Socijalna organizacija Mundurukua temeljena je na dvije egzogamne polutke, identificirane kao crvena ('metade' vermelha) i bijela (branca) u sadašnje vrijeme sastavljenih od oko 38 poznatih klanova.  Nasljeđe i porijeklo je patrilinearno jer dijete nasljeđuje očev klan, ali je istovremeno boravište ispočetka matrilokalno, što znači da skoro-vjenčani par živi u kući mladenkinog oca. Zet je tom prilikom dužan skrbiti o tastovoj obitelji, odlaziti u lov za njih, raditi za njih u njihovim poljima i vršiti ostale aktivnosti u korist ženinih roditelja. Tek nakon rođenja drugog djeteta mladi par zasniva svoju vlastitu samostalnu obitelj i gradi sebi kuću. 
Ženidba se kod Munudurukua poglavito preferira između ukrštenim bratučedima, odnosno muškarac će sebi naći za ženu majčinog brata kćer, a žena sebi za muža očeve sestre sina. Ženidba, kaže indijanist i povjesničar André Ramos, nikad nije povod za neke velike rituale. 
Kulturni aspekti
Nakon kontakta dolazi do ekonomske ekspanzije raznih ne-indijanskih institucija, napose misija, koje dovode do izmjena raznih aspekta munduruku-kulture. –Najvažnija stvar pred-kontaktnih Mundurukua bio je rat, on je formirao najvažnije simbole čovjeka i cijelog društva. Dislokacija tradicionalnih sela duž riječnih obala i stvaranje manjih nuklearnih (jezgrovnih) populacija, doprinijela je nestanku muškaračke kuće, najvažnije jedinice tradicionalnog sela. Najvažnije aktivnosti sela bili su kolektivni rituali u vezi s proizvodnjom hrane tijekom sušne (od travnja do rujna) i kišne sezone (od listopada do ožujka). Među ovim ritualima postojao je “mãe do mato” ili majka šume, što se održavalo u vrijeme početka tropskih kiša. Indijanci tada odlaze u lov u šumu a rituali su trebali da doprinesu lovačkom uspjehu. Neki elementi ovih aktivnosti očuvali su se i danas kod Munduruku-zajednica. Životinja, tipično Indijancima obiju Amerika, zahtijeva poštovanje, u protivnom će se naljutiti duhovi zaštitnici životinja, oni lovcu neće dopustiti da ulovi životinju kojoj dužno poštovanje nije iskazano.
Religioznom vršenjima bavi se šaman, prvenstvenu ulogu ima njegovo poznavanje bilja, liječenje dimom i kontakt sa svijetom duhova. Religioznost je prisutna u svim aspektima života. Misionari vrše utjecaj na Mundurukue od 1911. utemeljenjem misije São Francisco na selu (aldeia) Missão, na rijeci rio Cururu. Krajem 1960.-tih podiže se i baptistička misija u selu Sai Cinza, na rijeci Tapajós, udaljena 40 minuta brodom od gradića Jacareacanga.  

## Život i običaji Mundurukua
Mundurucui spadaju među najopasnije domoroce Amerike. Poznati su po svojim tetoviranjima koja se vrše nad djecom koja ulaze u osmu godinu života, kao i po veoma lijepim pernatim ukrasima za glavu. Po lovu na glave stekli su najveću popularnost. Ratnici bi odlazili u ratne pohode kojima je cilj bio dolaženje do trofeja glave. Sakupljene glave Indijanci su dekorirali i bojali te ih postavljali na trofejne kolce  Arhivirana inačica izvorne stranice od 6. veljače 2007. (Wayback Machine). 
Odlična poznavateljica Indijanaca, Eva Lips, Mundurucue smatra najsavršenijim umjetnicima u izradi pernatih ukrasa. Pošto u pravilu hodaju goli razvili su umjetnost proizvodnje pernatih ukrasa u vidu perjanica, kapa, plašteva, dijadema i narukvica. Sirovinu, perje, čuvali su u šupljim palminim deblima. Cijenu za ovo plaćale su papige koje su čerupali do gola i utrljali u njih žablju krv kako bi došli do prekrasnog žutog perja. 
Mitologija, veoma razvijena (proučavao je uz ostale) Claude Lévi-Strauss, objašnjava nam nastanak raznih običaja ovog plemena. Glavni junaci Munduruku-priča je 
Karusakaybë ili Karusakaibé, a prema mitu prije njegove pojave nije bilo divljih svinja, važnog izvora mesa Indijancima. On je heroj kulture i stvoritelj zemlje i ljudi. Ljudi su u stvari živjeli u nekoj rupi u zemlji. Dok je Karusakaibé tako hodao naljutio ga je pasanac Daiíru i pobjegao u neku pukotinu u tlu. Ovaj se naljuti i lupi po mjestu gdje je pasanac pobjegao. Zemlja se otvorila i iz nje izađoše ljudi. Mit je morao nastati već u kontaktu s Europljanima, jer su iz zemlje izašli i Indijanci i bijelci i crnci. Karusakaibé je odmah ljude istetovirao, po uzoru na sebe, sitnim vertikalnim i paralelnim linijama.
O ribolovu otrovom timbó
U ribolov Munurukuima, a s čime je upoznat R. F. Murphy (vidi Headhunter's Heritage), išlo se kolektivno, a riba se hvatala otrovom koji se dijelio u dvije kategorije, to su timbó i tingui. Ribolov timbuóm raširen je u središnjem Brazilu i iz njega je žena isključena, barem što se tiče aktivnih funkcija. Jedna grupa ljudi išla bi uzvodno i bacala otrov u vodu dok bi druga nizvodno čekala ošamućenu ribu. Murphy navodi i ribolov u kojemu muškarci učestvuju nabadajući je na osti ili lukom i strijelom, dok su se žene koristile mrežama ili bi ih mlatile motkama.

## Vanjske poveznice
- Munduruku  Arhivirana inačica izvorne stranice od 24. rujna 2008. (Wayback Machine)
- Mundurucú  Arhivirana inačica izvorne stranice od 6. veljače 2007. (Wayback Machine)